# 梧林近代建筑群
梧林近代建筑群位于中國福建省晋江市新塘街道梧林社区，是旅菲蔡氏华侨在20世纪30年代回乡建造的西式建筑，由朝东楼、德鑨楼、顺意楼组成。
- 朝东楼，1930年建，三层钢筋水泥西式建筑，坐东北朝西南，由主楼、回向辅楼、右侧穹顶门楼合围而成，二楼有廊道连通，上下楼有木楼梯可通达，建筑面积928平方米，总占地面积452平方米。
- 德鑨楼，1932年建，前带单突规科林斯柱外廊的三层钢筋水泥西式建筑，坐西北朝东南，建筑面积582平方米，总占地面积254平方米。
- 顺意楼，1938年建，三层钢筋水泥结构西式红砖建筑，坐西北朝东南，建筑面积516平方米，占地面积250平方米。[1]

2020年3月9日，梧林西式建筑群公布为晋江市文物保护单位。2020年11月19日，梧林近代建筑群公布为第十批福建省文物保护单位。